# Kolonia Zawady
Kolonia Zawady (prononciation [kɔˈlɔɲa zaˈvadɨ]) est un village de la gmina de Widawa, du powiat de Łask, dans la voïvodie de Łódź, situé dans le centre de la Pologne.
Il se situe à environ 5 kilomètres au sud-est de Widawa (siège de la gmina), 23 kilomètres au sud-ouest de Łask (siège du powiat) et 54 kilomètres au sud-ouest de Łódź (capitale de la voïvodie).

## Administration
De 1975 à 1998, le village était attaché administrativement à l'ancienne voïvodie de Sieradz.

Depuis 1999, il fait partie de la nouvelle voïvodie de Łódź.